# 娃儿藤
娃儿藤（学名：Tylophora ovata）是夹竹桃科娃儿藤属的植物。分布于印度、老挝、缅甸、越南、台湾岛以及中国大陆的云南、湖南、广东、广西等地，生长于海拔900米的地区，多生长于山地灌木丛中、山谷以及向阳疏密杂树林中，目前尚未由人工引种栽培。

## 别名
白龙须、哮喘草（广东、广西、湖南）；三十六荡、三十六根（广东、广西）；落地金瓜、关腰草、藤细辛、落地蜘蛛、土细辛（广西）；缠竹消、金钱吊丝馅、虾箱须、落土香（广东）；黄芽细辛（湖南）；藤霸王、小霸王（云南思茅）；卵叶娃儿藤（通称）

## 异名
- Diplolepis ovata Lindl.
- Tylophora atrofolliculata Metc.
- Tylophora lanyuensis Y. C. Liu et F. Y. Lu
- Tylophora mollissima Wight